# EdX
EdX là một nền hệ thống cung cấp các Khóa học trực tuyến đại chúng mở (massive open online course - MOOC), được thành lập bởi Học viện Công nghệ Massachusetts và Đại học Harvard vào tháng 5 năm 2012 nhằm tổ chức các khóa học trực tuyến miễn phí cấp độ đại học trong nhiều chuyên ngành khác nhau cho mọi đối tượng trên thế giới và để tiến hành các nghiên cứu về lĩnh vực giáo dục. Hiện EdX có 1,2 triệu người sử dụng. Vốn đầu tư của mỗi trường đại học là 30 triệu Mỹ kim vào một dự án phi lợi nhuận. Trước khi EdX được thành lập, hai trường đã thực hiện một khóa học thử nghiệm mang tên "Điện tử và mạch điện" vào tháng 12 năm 2011 thông qua một chương trình là MITx. Hiện có 29 trường đại học tham gia hoặc có kế hoạch tham gia cung cấp khóa học cho edX.
Cùng với việc cung cấp các khóa học miễn phí, dự án edX cũng được sử dụng cho việc nghiên cứu về giáo dục, về quá trình học tập và về giáo dục từ xa vì các nhà quản lý edX sẽ thu thập và phân tích lượt truy cập của người đăng ký tham gia, cũng như các đặc tính về nhân khẩu học của người đăng ký. Một nhóm nghiên cứu của MIT và Havard do David Pritchard và Lori Breslow lãnh đạo đã xuấn bản các nghiên cứu ban đầu của họ về vấn đề này. Những trường học tham gia dự án edX cũng tổ chức các khảo sát của riêng mình dựa trên các dữ liệu thu thập được từ khóa học mà họ cung cấp. Nghiên cứu tập trung vào các lãnh vực cải tiến sự duy trì, quá trình hoàn tất khóa học và kết quả học tập trong việc học trực tuyến cũng như học theo phương pháp truyền thống tại các trường lớp.
EdX liên kết với nhiều học viện và trường đại học khác nhau ở Hoa Kỳ, CHND Trung Hoa, Mông Cổ và Ấn Độ để triển khai tại trường những "lớp học ngắn" (flipped classrooms). Còn gọi là mô hình học tập hỗn hợp hay mô hình học tập pha trộn, các lớp học này là sự kết hợp giữa việc học tại lớp truyền thống với các yếu tố tương tác trực tuyến. Đại học bang San Jose (San Jose State University - SJSU) liên kết với edX để cung cấp môn học 6.00xL Introduction to Computer Science and Programming, một khóa học hỗn hợp tại SJSU và phát hành một báo cáo sơ bộ về quá trình thực hiện vào tháng 2 năm 2013.
Edx sử dụng các phần mềm học tập trực tuyến sử dụng các kinh nghiệm tương tác. Mỗi tuần, một chuỗi nội dung học tập được tải lên trên một khóa học của edX. Mỗi chuỗi nội dung này bao hàm một đoạn phim ngắn (trung bình 10 phút) cùng với các bài tập mang tính chủ động được đặt rải rác, các bài tập này giúp học sinh có thể nhanh chóng thực hành và ứng dụng các bài giảng trong phim. Thông qua các chuỗi nội dung học tập như vậy, giảng viên có thể truyền tải nội dung khóa học cho người học sinh tham gia. Nội dung khóa học cũng có thể bao gồm các hình ảnh minh họa trình bày theo từng trang một. Bên cạnh một thanh bên (sidebar) chứa nội dung văn bản kèm theo và học sinh có thể "cuộn" (scroll) văn bản để xem đầy đủ. Khóa học cũng bao gồm các đoạn phim hướng dẫn có nội dung giống như các buổi thảo luận nhóm tại trường học, sách giáo khoa trực tuyến, và diễn đàn trực tuyến để học sinh thảo luận, nhận xét và đặt câu hỏi. Đôi khi khóa học cũng bao hàm một phòng thí nghiệm (ảo) trực tuyến nếu có thể: ví dụ khóa học đầu tiên của edX về mạch điện và điện tử thì có một "phòng thí nghiệm" ảo để sinh viên xây dựng các mạch điện ảo.
EdX cung cấp các chứng chỉ miễn phí cho người hoàn tất khóa học nhưng không cung cấp tín chỉ kèm theo. Việc có cung cấp tín chỉ cho khóa học trực tuyến hay không phụ thuộc hoàn toàn vào trường cung cấp khóa học đó. Ngay cả sinh viên của MIT lẫn Havard cũng không nhận được tín chỉ từ việc học trên edX.
"Nền hệ thống học tập" này được phát triển như là một phần mềm mã nguồn mở và được thiết kế sao cho các trường học khác với các cấp học cao hơn có thể tiếp cận được để cung cấp các dịch vụ tương tự. EdX trở thành nền hệ thống mã nguồn mở từ ngày 1 tháng 6 năm 2013 với mã nguồn có thể được tìm thấy trên github.
Người lãnh đạo của chương trình là Anant Agarwal của MIT, đảm nhiệm chức danh Chủ tịch edX. Alan M. Garber, Hiệu phó phụ trách giáo vụ (provost) của Harvard và trợ lý của ông, Michael D. Smith - trưởng khoa Khoa học tự nhiên và Nghệ thuật - phụ trách các nội dung của Havard trong edX. 7 khóa học đã được đăng tải từ mùa thu năm 2012. Ngoài ra, một mô hình kinh doanh nhằm duy trì chương trình edX cũng đang được triển khai.

## Các trường đại học tham gia
Đến tháng 8 năm 2013 có 29 trường đại học và học viện tham gia edX:
| Hoa Kỳ: - Đại học Âm nhạc Berklee - Đại học Boston - Học viện Công nghệ California - Đại học Cornell - Đại học Davidson - Đại học Georgetown - Đại học Harvard - Học viện Công nghệ Massachusetts - Đại học Rice - Đại học California, Berkeley - Đại học Hệ thống Texas - Đại học Washington - Đại học Wellesley | Úc: - Đại học Quốc gia Úc - Đại học Queensland Bỉ: - Đại học Công giáo Louvain Canada: - Đại học McGill - Đại học Toronto Trung Quốc: - Đại học Thanh Hoa - Đại học Bắc Kinh Hồng Kông: - Đại học Khoa học và Công nghệ Hồng Kông - Đại học Hồng Kông | Đức: - Đại học Kỹ thuật München Ấn Độ - Học viện Công nghệ Ấn Độ, Bombay Nhật Bản: - Đại học Kyoto Hà Lan: - Đại học công nghệ Delft Hàn Quốc: - Đại học Quốc gia Seoul Thụy Điển: - Học viện Karolinska Thụy Sĩ: - Học viện Bách nghệ Liên bang Thụy Sĩ tại Lausanne |